# 盤菌目
盤菌目（學名：Pezizales）是子囊菌門盤菌綱下的一個目。其下共有16個科、199個屬和1683個物種。盤菌目包含了許多在生態上十分重要的物種，例如羊肚菌、黑松露、白松露與沙漠松露。盤菌目的真菌通常行腐生營養、與植物形成菌根、或是作為植物病原真菌，生長在土壤、木頭、樹葉或糞便上，生長在土壤的物種通常在PH值較高、有機物較少的環境形成子實體。肉杯菌科與肉環菌科的某些物種在熱帶地區是相當普遍的。

## 描述
盤菌目的子囊果是子囊盤或由子囊盤衍伸的較複雜構造，不同類群的子囊盤的大小差異很大，可以小於1毫米或大至15公分，並可能是有柄或無柄的。盤菌目下的物種有完全生長在地上的（epigeous）、半生長在地上的（semihypogeous）或完全生長在地下的（hypogeous），子囊孢子為單細胞，通常為兩側對稱，形狀為大致圓形、橢圓形至較常見的紡錘狀。有些種類的子囊孢子表面具有疣、脊或刺等飾物。子囊盤通常為肉質且脆弱。多數物種只有有性態（teleomorph）被鑑別，少數物種則亦有無性態（anamorph）被發現。

## 外部連結
- Outline of Ascomycota (myconet) （页面存档备份，存于）